# Oakley, Inc.

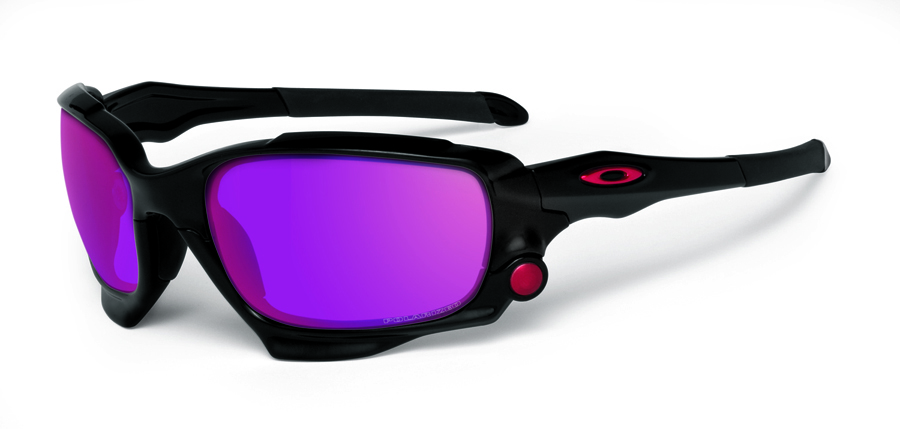
Oakley zonnebril

Oakley Inc. is een Amerikaanse fabrikant die het meest bekend is dankzij de productie van brillen en zonnebrillen. Het hoofdkantoor zit gevestigd in Californië en fungeert als zelfstandig orgaan binnen de EssilorLuxottica groep in Parijs. Naast (zonne)brillen maakt het bedrijf ook skihelmen, skibrillen, sporthorloges, sportkleding en andere accessoires. Oakley bezit ruim 600 patenten op haar producten.